# Microlicia oligochaeta
Microlicia oligochaeta är en tvåhjärtbladig växtart som beskrevs av John Julius Wurdack. Microlicia oligochaeta ingår i släktet Microlicia och familjen Melastomataceae. Inga underarter finns listade i Catalogue of Life.